# Lady Godiva (film, 1928)
Pour les articles homonymes, voir Lady Godiva.
Pour plus de détails, voir Fiche technique et Distribution.
Lady Godiva est un film britannique réalisé par George J. Banfield et Leslie Eveleigh, sorti en 1928.

## Synopsis
L'histoire de Godiva, une noble anglo-saxonne du XIe siècle qui, selon la légende, aurait traversé les rues de Coventry à cheval, entièrement nue, afin de convaincre son époux, le comte Léofric, de diminuer les impôts qu'il prélevait sur ses habitants.

## Fiche technique
- Titre original : Lady Godiva
- Réalisation : George J. Banfield, Leslie Eveleigh
- Scénario : George J. Banfield, George A. Cooper (en), Anthony L. Ellis
- Société de production : British Filmcraft Productions
- Société de distribution : Ideal
- Pays d'origine :  Royaume-Uni
- Langue : anglais
- Format : Noir et blanc – 1,33:1 – 35 mm – Muet
- Genre : film historique
- Longueur de pellicule : 481,55 m (2 bobines)
- Durée : 22 minutes
- Année : 1928
- Dates de sortie :
  -  Royaume-Uni : avril 1928
- Autres titres connus :
  - Ghosts of Yesterday: Lady Godiva

## Distribution
- Gladys Jennings : Lady Godiva
- Roy Travers (en) : Earl Leofric
- Syd Ellery : Peeping Tom